# 카바메이트
카바메이트는 유기화학에서 일반식 R2NC (O) 또는 및 구조 >N-C (= O)-O-를 갖는 유기 화합물의 범주이며 이는 공식적으로 카르바믹산(NH2COOH)에서 파생된다. 이용어는 유기화합물 (예 :에틸 에틸 카바 메이트)을 포함하며, 하나 이상의 수소로 이뤄진 원자를 다른 유기 작용기로 대체하여 공식적으로 얻어진다. 뿐만 아니라 카르바메이트 음이온 H2NCOO− (예:암모늄 카르바메이트)를 함유한 염이다. 반복 단위가 그룹 −NH−C(=O)−O−와 같은 카바메이트로 결합되는 중합체는 플라스틱, 폴리우레탄의 중요한 계열이다.

## 같이 보기
- 유기화학
- 유기 화합물